# فهرست خدایان آتش

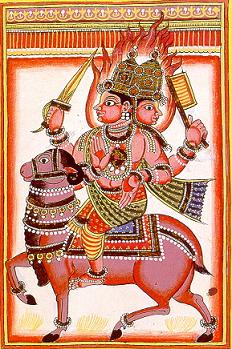
آگنی، خدای آتش هندو

فهرست خدایان آتش (انگلیسی: List of fire gods) این فهرستی از خدایان در آتش‌پرستی است.

### اساطیر مصر
- رع آتش خدای خورشید و نور و گرما و رشد
- سخمت، الهه شیر محافظ جنگ، همراه با برخی از عناصر بیماری و درمان بیماری. گاهی در رابطه با خورشید و قدرت آن اشاره می‌شود، بنابراین احتمالاً مربوط به نگهداری از خورشید در مواقعی و آتش است.
- بوتو (اسطوره)، الهه مار محافظی که آتش می‌فرستد تا دشمنانش را بسوزاند.

### اساطیر ژاپنی
- آماتراسو، الهه خورشید
- کاگو-تسوچی (کامی)، آهنگر خدای آتش که تولدش مادرش ایزانامی را سوزاند.
- کوجین، خدای آتش، اجاق و آشپزخانه
- کونوهاناساکویا-هیمه، الهه آتشفشان‌ها